# 2012年阿爾巴尼亞總統選舉
2012年阿爾巴尼亞總統選舉為間接選舉，在5月30日、6月4日、6月8日、6月11日舉行了四輪投票，第一輪至第三輪未有結果，第四輪的投票結果為布亞爾·尼沙尼當選。
阿爾巴尼亞總統由國會以不記名投票選出。